# Tanycyttara xanthomochla
Tanycyttara xanthomochla är en fjärilsart som beskrevs av Turner 1933. Tanycyttara xanthomochla ingår i släktet Tanycyttara och familjen stävmalar. Inga underarter finns listade i Catalogue of Life.